# キジムシロ属
キジムシロ属（キジムシロぞく、Potentilla）はバラ科バラ亜科の属の一つ。

## 概要
多くの種が多年草で、一部が1年草、越年草または小低木。葉は互生し、奇数羽状または掌状の複葉となり、托葉は葉柄に合着する。花は黄色または白で、まれに暗紅紫色で集散花序となる。萼は5深裂し、花弁は5枚。北半球の温帯以北に分布し、300種以上知られており、日本には約20種ある。
属名Potentilla は「力のある」、転じて「薬効を持つ」の意味。
以前は全て別とされていたヘビイチゴ属（Duchesnea ）、Horkelia 属、Ivesia 属は、今日しばしばキジムシロ属に含められる。
逆に、以前キジムシロ属に含まれ、現在は含まれない種で構成される属に、根出葉が奇数羽状複葉のエゾツルキンバイ属（Argentina）、低木植物のキンロバイ属（Dasiphora）、食虫植物様の属Drymocallis、クロバナロウゲの属するクロバナロウゲ属（Comarum）、そしてSibbaldiopsis tridentata 1種のみを含む単型属 Sibbaldiopsis がある。
また、メアカンキンバイは、タテヤマキンバイ属 Sibbaldia に含められる。

## 日本のキジムシロ属の主なもの
- ヘビイチゴ (Potentilla hebiichigo)
- ヤブヘビイチゴ (Potentilla indica)
- オヘビイチゴ (Potentilla anemonifolia )
- ヒメヘビイチゴ (Potentilla centigrana )
- ミツモトソウ (Potentilla cryptotaeniae )
- エゾノミツモトソウ (Potentilla norvegica )
- カワラサイコ (Potentilla chinensis )
- ヒロハノカワラサイコ (Potentilla niponica )
- チシマキンバイ (Potentilla megalantha )
- イワキンバイ (Potentilla ancistrifolia var. dickinsii )
- ウラジロキンバイ (Potentilla nivea )
- ミヤマキンバイ (Potentilla matsumurae )
  - アポイキンバイ (Potentilla matsumurae var. apoiensis )
  - ユウバリキンバイ (Potentilla matsumurae var. yuparensis )
- ツチグリ (Potentilla discolor )
- キジムシロ (Potentilla fragarioides var. major )
- エチゴキジムシロ (Potentilla togashii )
- エチゴツルキジムシロ (Potentilla toyamensis )
- ツルキジムシロ (Potentilla stronifera )
- ツルキンバイ (Potentilla rosulifera )
- ミツバツチグリ (Potentilla freyniana )
- テリハキンバイ (Potentilla riparia )

## 以前キジムシロ属に分類されていた種
- エゾツルキンバイ （Argentina anserina ）
- クロバナロウゲ (Comarum palustre )
- キンロバイ (Dasiphora fruticosa )
  - ハクロバイ（ギンロバイ） (Dasiphora fruticosa var. mandshurica )
- メアカンキンバイ (Sibbaldia miyabei )